# おこれ!男だ
『おこれ!男だ』（おこれおとこだ）は、松竹制作の日本テレビ系で1973年に放送された青春ドラマ。放映期間は1973年2月25日から9月30日まで、全22話。
『おれは男だ!』の続編的作品として制作され、本作では森田健作（江藤太一役）に加えて石橋正次（土方俊夫役）を迎え、ダブル主演とした。『おれは男だ!』の学園から、身寄りがない者または家を出た青少年を受け入れる神奈川県・三浦半島の港町にある私塾「望洋塾」に中心となる舞台を移し、スポーツも剣道に柔道とボートが加わった。オープニングでは、森田が砂浜で餅を焼いていると、突然爆発したり、石橋が釣りをしていると爆弾を釣り上げるなど、荒唐無稽な「遊び」も見られている。「おこれ」は、吉田塾長の「自尊心を傷つけられてまで我慢する必要はない。(その場合は)男は怒れ!」(第1話)という信念に由来する。

## あらすじ
吉田松造(内藤武敏)は1942年(昭和17年)海軍兵学校を卒業し、海軍中尉として輸送業務に当たっていた。若い部下の面倒見がよい軍人であったが、物資輸送の目的地であるラバウル到着直前の1944年(昭和19年)6月23日に米軍の攻撃で船が破壊された。物資輸送を優先するため輸送ボートにすがる若い部下を振り払いラバウルに物資を陸揚げさせた。しかし、戦後そもそも無茶な戦いであったことを知り、未来あった多くの若い部下を溺死させたことを深く後悔して若者たちのために私塾を開く決意を固めた。妻に先立たれ、三人の娘(冬子、夏代、千春)を抱え決して裕福でない身でありながら、三浦半島南部に若者たちの私塾である望洋塾を開き塾長となった。剣道も柔道も達人級であるが家計は厳しく長女冬子(佐藤オリエ)の遣り繰りで辛うじて回している。また、塾生が来るたび反りの合わない佐ｹ崎高校秋山校長(岡田真澄)に頭を下げて入学させている。この塾に集まった塾生の中で脱走を試みた土方(石橋正次)と義母(加賀ちか子)との折り合いが悪く高知から入塾目指してやってきた江藤(森田健作)が、塾間近の漁港において冬子に横恋慕する秋山に忖度した中島教諭(三谷昇)の冬子拉致に遭遇し、土方と江藤は冬子を救うべく中島と彼に加勢する多数のチンピラ集団を叩きのめして冬子を助けたのだが。

## キャスト
- 望洋塾生･江藤太一：森田健作
- 望洋塾生･土方俊夫：石橋正次
- 望洋塾長･吉田松造：内藤武敏
- 松造長女･吉田冬子：佐藤オリエ
- 松造次女･吉田夏代：蕭淑美（シャオ・スーメイ）
- 守(冬子の夫、海外航路船医) :中野誠也
- (望洋塾生が通う)佐ヶ崎高等学校秋山校長：岡田真澄
- 望洋塾生･大村六助(農大6年生)：岸部シロー
- 佐ヶ崎高等学校生徒･中原美也子：田坂都
- 松造三女･吉田千春：石崎恵美子
- 喫茶店マスター･桐野源次郎：笠智衆
- 源次郎の娘･桐野光子:池田良子
- 佐ヶ崎高等学校安永教頭：下元勉
- 佐ヶ崎高等学校中島先生：三谷昇
- 佐ヶ崎高等学校水谷先生/北沢けい子(大村の大学同級生): 夏桂子
- 望洋塾生･坂本兵馬:赤塚真人
- 望洋塾生･高杉一作:江藤潤
- 望洋塾生･山形三平:沖正夫
- 望洋塾生･西郷四郎:千葉裕
- 望洋塾生･大久保弘:小田錦之助
- 佐ヶ崎高等学校生徒･浜田マリ子:笠井香里
- 佐ヶ崎高等学校生徒･秋山信也(秋山校長の甥、同校経営学校法人理事長の息子):清水端浩二
- 佐ヶ崎高等学校生徒・津田雪子:志摩みずえ

## ゲスト
| 話 | サブタイトル                       | ゲスト                                                      |
| -- | ---------------------------------- | ----------------------------------------------------------- |
| 01 | こんな入塾式ってあるもんか!        |                                                             |
| 02 | どうなることやらこの二人!          | 夏桂子                                                      |
| 03 | 逃げられないのかおぬしと俺は       | 武智豊子                                                    |
| 04 | 行け! ドンキホーテ                 | 中野誠也、中川秀人、 谷よしの                               |
| 05 | とめてくれるなお父つあん           | 太宰久雄、天地総子                                          |
| 06 | 春が来た! どこへ来た?!             | 志摩みずえ、倉島襄                                          |
| 07 | デリカシーのないあなたって……       | 倉島襄                                                      |
| 08 | 女子大生は神様です!                | 泉晶子、大塚国夫                                            |
| 09 | 海よ、激しくさわやかに             | 寺尾聡、粟津號                                              |
| 10 | ボートのためならエンヤコーラ       | 輪島大士                                                    |
| 11 | 駈落ちさせていただきます!!         | 榊原るみ、なべおさみ、 花沢徳衛                             |
| 12 | さらば!! 伊豆の踊り子よ            | 橋本功                                                      |
| 13 | 船は手作りおんぼろマスト!!         |                                                             |
| 14 | 足跡マークは美人の勲章!!           | 夏夕介                                                      |
| 15 | 無人島に本物の幽霊がいた!!         |                                                             |
| 16 | 青春という名のトンネル             | 仁科亜希子                                                  |
| 17 | おれの眼をみろ何にも云うな!        |                                                             |
| 18 | 海よ! わが胸の火を消すな           | 奈美悦子、吉沢京子                                          |
| 19 | 塾にお婆ちゃんが戦争を持ってきた!! | 三益愛子、上月佐知子、 増田順司 小林完吾（NTVアナウンサー） |
| 20 | 新婚旅行で高知に来ました!          | 浜田寅彦、加島潤、 沢久美子                                 |
| 21 | 土佐の高知に愛を見た!              | 伊藤るり子、寺田誠、 三間しゅん平 秩父晴子                  |
| 22 | サヨナラだけが人生だ!              | 中野誠也、町田幸夫、 川島照満、明石恵子、 光映子、伊藤幸雄  |

## スタッフ
- プロデューサー：白石吉之助、岡田晋吉、銀谷精一
- 脚本：永原秀一、佐々木守、鎌田敏夫、ジェームス三木、山根優一郎、満友敬司 ほか
- 音楽：森田公一（選曲：鈴木清司）
- 主題歌：森田健作「青春に悔いはないか」(1話～13話)「さらば愛の日々」(14話～22話)
- 監督：広瀬襄、水川淳三、吉田剛、前田陽一、武縄源太郎
- 制作：松竹

## サブタイトル
| 話 | 放送日         | サブタイトル                       | 脚本           | 監督       |
| -- | -------------- | ---------------------------------- | -------------- | ---------- |
| 01 | 1973年 2月25日 | こんな入塾式ってあるもんか!        | 永原秀一       | 広瀬襄     |
| 02 | 3月04日        | どうなることやらこの二人!          |                | 広瀬襄     |
| 03 | 3月11日        | 逃げられないのかおぬしと俺は       |                | 広瀬襄     |
| 04 | 3月18日        | 行け! ドンキホーテ                 |                | 水川淳三   |
| 05 | 3月25日        | とめてくれるなお父つあん           |                | 水川淳三   |
| 06 | 4月01日        | 春が来た! どこへ来た?!             |                | 広瀬襄     |
| 07 | 4月08日        | デリカシーのないあなたって……       |                | 広瀬襄     |
| 08 | 4月15日        | 女子大生は神様です!                |                | 吉田剛     |
| 09 | 4月22日        | 海よ、激しくさわやかに             | 神波史男       | 吉田剛     |
| 10 | 4月29日        | ボートのためならエンヤコーラ       | ジェームス三木 | 前田陽一   |
| 11 | 5月13日        | 駈落ちさせていただきます!!         | 鎌田敏夫       | 前田陽一   |
| 12 | 5月27日        | さらば!! 伊豆の踊り子よ            | 満友敬司       | 前田陽一   |
| 13 | 6月10日        | 船は手作りおんぼろマスト!!         | 山根優一郎     | 前田陽一   |
| 14 | 6月17日        | 足跡マークは美人の勲章!!           | 永原秀一       | 広瀬襄     |
| 15 | 7月01日        | 無人島に本物の幽霊がいた!!         | 鎌田敏夫       | 広瀬襄     |
| 16 | 7月08日        | 青春という名のトンネル             | ジェームス三木 | 吉田剛     |
| 17 | 7月29日        | おれの眼をみろ何にも云うな!        | 山根優一郎     | 吉田剛     |
| 18 | 8月05日        | 海よ! わが胸の火を消すな           | 佐々木守       | 武縄源太郎 |
| 19 | 8月26日        | 塾にお婆ちゃんが戦争を持ってきた!! | 満友敬司       | 武縄源太郎 |
| 20 | 9月09日        | 新婚旅行で高知に来ました!          | 鎌田敏夫       | 広瀬襄     |
| 21 | 9月23日        | 土佐の高知に愛を見た!              | 永原秀一       | 広瀬襄     |
| 22 | 9月30日        | サヨナラだけが人生だ!              | 上條逸雄       | 吉田剛     |

## 前後番組
| 日本テレビ系 日曜20時枠 | 日本テレビ系 日曜20時枠 | 日本テレビ系 日曜20時枠 |
| 前番組                  | 番組名                  | 次番組                  |
| ----------------------- | ----------------------- | ----------------------- |
| 飛び出せ!青春           | おこれ!男だ             | てんつくてん            |